# NHK BS 프리미엄
NHK BS 프리미엄은 NHK의 위성방송국 중 하나이다.

## 역사
- 2011년 4월 1일 오전 10시에 기점을 시작하여, NHK BS 프리미엄 본방송 개시하였다.
- 2023년 11월 30일 오전 10시에 기점을 시작하여, NHK BS 프리미엄 본방송 아날로그 종료.

## 방송 시간
- 하루 24시간 방송하고 있다.
- NHK BS 프리미엄 시절에는 정규 방송은 오전 6시부터 다음날 자정까지이며, 정파는 자정부터 오전 6시까지이었다.

## 같이 보기
- 초고선명 텔레비전
- BS아사히 4K
- BS-TBS 4K
- BS후지 4K
- BS TV 도쿄 4K
- WOWOW 4K
- 일본방송협회
- NHK BS
- NHK BS8K
- NHK BS 프리미엄 4K